# NXT Halloween Havoc (2022)
NXT Halloween Havoc 2022 war eine Wrestling-Veranstaltung der WWE, die als Pay-per-View auf dem WWE Network und dem Streaming-Portal Peacock ausgestrahlt wurde. Sie fand am 22. Oktober 2022 im WWE Performance Center in Orlando, Florida, Vereinigte Staaten statt.

## Hintergrund
Im Vorfeld der Veranstaltung wurden sechs Matches angesetzt. Diese resultierten aus den Storylines, die in den Wochen vor dem Pay-Per-View bei NXT, den wöchentlichen Shows der WWE gezeigt wurden.

## Ergebnisse
| Matchart                                                             |                   |      |                                                         | Zeit  |
| -------------------------------------------------------------------- | ----------------- | ---- | ------------------------------------------------------- | ----- |
| Five-Way-Ladder-Match um die vakante NXT North American Championship | Wes Lee           | bes. | Oro Mensah, Carmelo Hayes, Nathan Frazer und Von Wagner | 19:55 |
| Casket-Match                                                         | Apollo Crews      | bes. | Grayson Waller                                          | 12:58 |
| Weapons-Wild-Match                                                   | Roxanne Perez     | bes. | Cora Jade                                               | 12:25 |
| Ambulance-Match                                                      | Julius Creed      | bes. | Damon Kemp                                              | 14:09 |
| Singles-Match um die NXT Women’s Championship                        | Mandy Rose (C)    | bes. | Alba Fyre                                               | 7:07  |
| Triple-Threat-Match um die NXT Championship                          | Bron Breakker (C) | bes. | Ilja Dragunov und JD McDonagh                           | 23:47 |

| Funktion      | Name              |
| ------------- | ----------------- |
| Kommentatoren | Booker T          |
| Kommentatoren | Vic Joseph        |
| Pre-Show      | McKenzie Mitchell |
| Pre-Show      | Sam Roberts       |
| Pre-Show      | Dave LaGreca      |